# Gouvernement Orjol

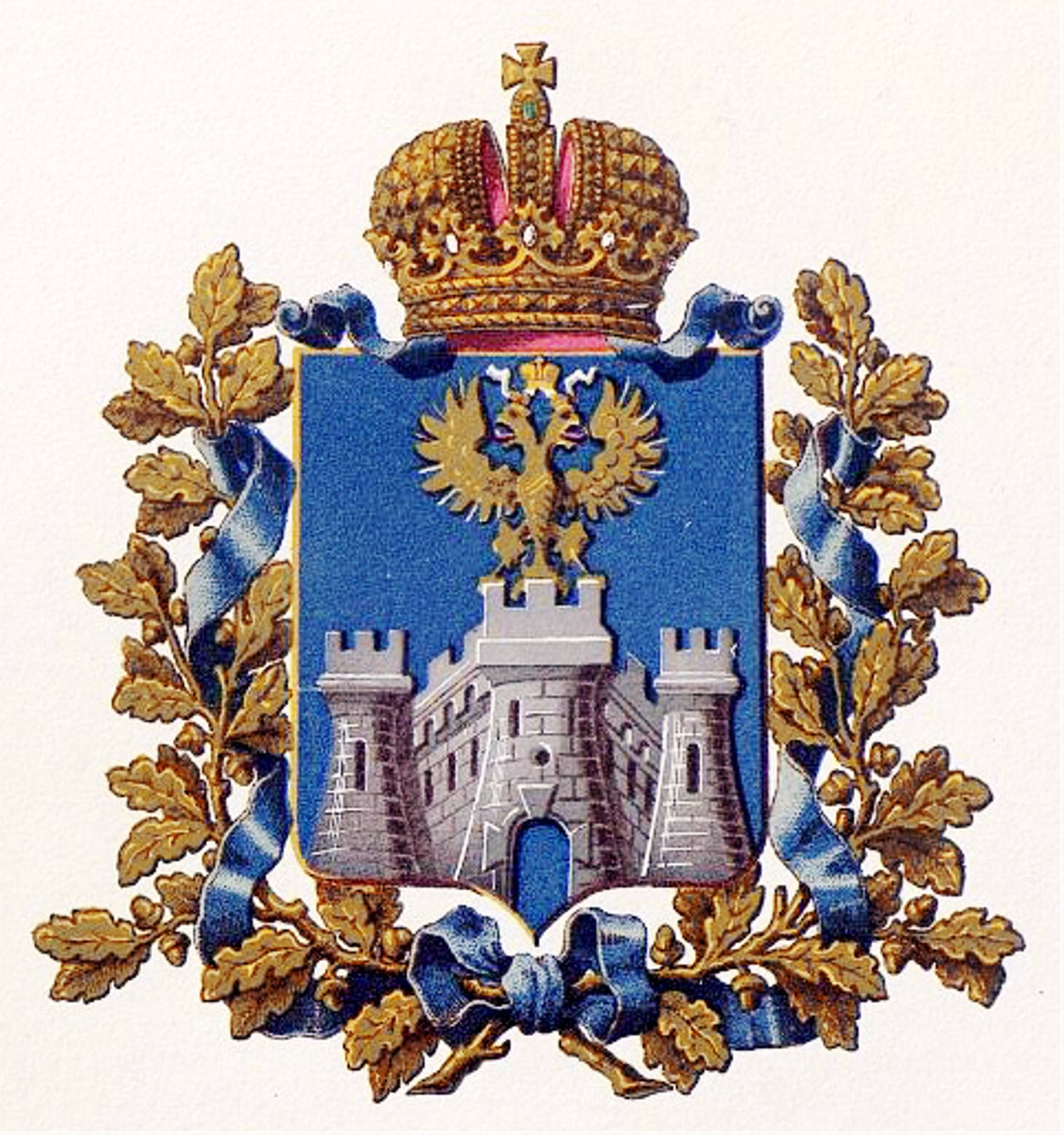
Wappen des Gouvernements

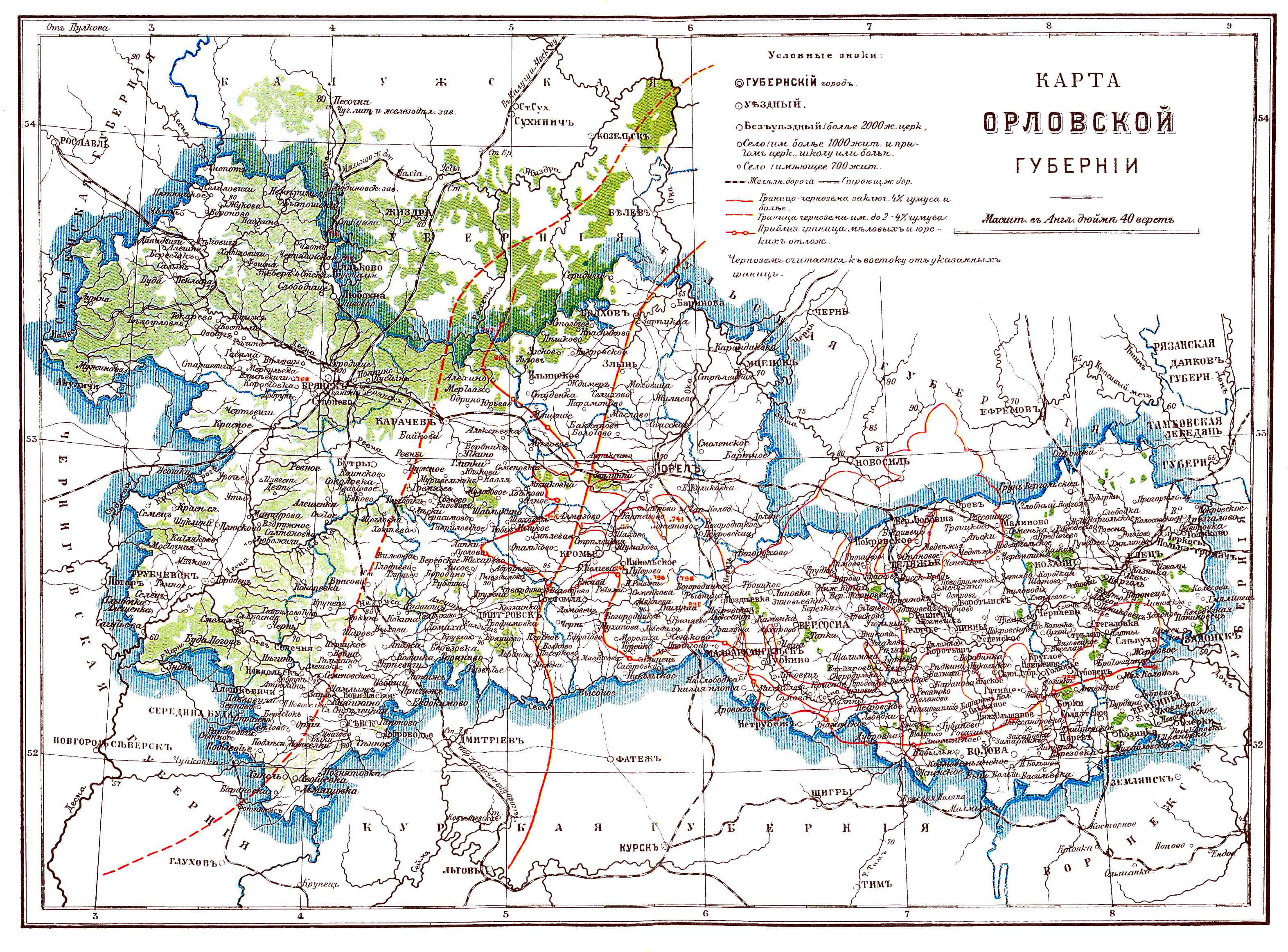
Landkarte

Das Gouvernement Orjol (russisch Орловская губерния Orlowskaja gubernija) war eine Verwaltungseinheit des Russischen Kaiserreichs und der Russischen SFSR. Hauptstadt war Orjol. Es bestand von 1796 bis 1928.

## Lage
Das Gouvernement Orjol grenzte an die folgenden Gouvernements (vom Norden im Uhrzeigersinn): Kaluga, Tula, Tambow, Woronesch, Kursk, Tschernigow und Smolensk.
Um 1900 war es in die folgenden Kreise eingeteilt:
- Bolchow
- Brjansk
- Dmitrowsk
- Jelez
- Karatschew
- Kromy
- Liwny
- Maloarchangelsk
- Mzensk
- Orjol
- Sewsk
- Trubtschewsk

Das Gouvernement Orjol wurde erst 1928 in der Russischen SFSR der Sowjetunion aufgelöst. Sein Territorium wurde anschließend der neugebildeten Oblast Zentrale Schwarzerde zugeschlagen.

## Statistik
Bei der ersten russischen Volkszählung im Jahr 1897 hatte das Gouvernement 2.033.798 Einwohner auf 46.724 km² (43/km²). Zu über 99 % waren es Russen, dazu kleinere Gruppen von Juden, Deutschen und Polen.
Die Ernte ergab 1902: 33.194 t Weizen, 598.872 t Roggen, 402.636 t Hafer, 44.280 t Buchweizen, 4723 t Gerste, 5346 t Erbsen und 960.089 t Kartoffeln. Sehr bedeutend war der Anbau von Hanf (1902: 29.302 t Faser und 62.910 t Saat), worin das Gouvernement in Russland an erster Stelle stand. Auch Tabak und etwas Zuckerrüben wurden gebaut. An Vieh zählte man 448.000 Pferde, 296.000 Stück Hornvieh, 955.000 Schafe und 174.000 Schweine. Die Pferdezucht wurde in dem großen staatlichen (Orlowschen) und zahlreichen Privatgestüten gepflegt. Die Industrie beschäftigte 1900: 43.395 Arbeiter in 8889 gewerblichen Anlagen, deren Produktion aber nur etwa 30 Millionen Rubel wertete. Die Mehrzahl der Anlagen waren kleine Betriebe für die Bearbeitung und Zubereitung des Hanfs und der Seilerei. Größere Betriebe gab es in der Müllerei, der Lederindustrie und Zuckerfabrikation. In Brjansk gab es eine Maschinen- und Lokomotivfabrik.
1926 waren es 1.884.533 Einwohner auf 30.766 km² (61/km²)